# Тунариј Ној (Долж)
Тунариј Ној (рум. Tunarii Noi) насеље је у Румунији у округу Долж у општини Појана Маре. Oпштина се налази на надморској висини од 44 m.

## Становништво
Према подацима из 2002. године у насељу је живело 595 становника, од којих су сви румунске националности.